# Walter Desch

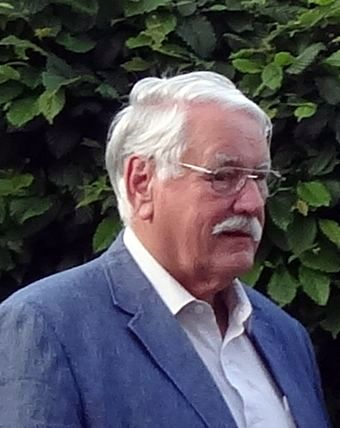
Walter Desch

Walter Desch (* 9. Oktober 1944 in Bad Neustadt an der Saale) ist ein deutscher Sportfunktionär und Träger des Bundesverdienstkreuzes.

## Ausbildung und beruflicher Werdegang
Walter Desch begann nach seinem Abitur 1964 am Humanistischen Gymnasium in Aschaffenburg ein Musikstudium an der Hochschule für Musik und Darstellende Kunst  in Frankfurt am Main (2 Semester, Cello und Klavier).
Desch trat 1965 als Soldat auf Zeit in die Bundeswehr ein. 1969 wurde er Berufssoldat und an verschiedenen Standorten eingesetzt. Zuletzt leitete er vom 1. Februar 1994 bis zu seiner Pensionierung am 31. März 2002 das Informationstechnikzentrum des Bundesministeriums der Verteidigung (BMVg) in Bonn.
Seit dem 1. April 2002 ist Walter Desch pensioniert und damit Oberstleutnant a. D.

## Funktionen im Sport
Walter Desch ist aktiver Tischtennisspieler seit seinem dreizehnten Lebensjahr. In seiner Heimatgemeinde Alterkülz war er von 1975 bis 2001 Vorsitzender der Spielvereinigung Oberkülztal.
Als FVR-Fußballschiedsrichter ist er seit 1969 tätig. Desch war Schiedsrichterlehrwart, zehn Jahre Mitglied im Schiedsrichterausschuss, Sportrichter als Beisitzer und Einzelrichter Jugend (1976–1982), Vorsitzender der Bezirksspruchkammer Mitte in Koblenz (1982–1986), Fußballkreisvorsitzender Kreis Hunsrück-Mosel (1986–2001) und stellvertretender Verbandsvorsitzender des Fußballverbandes Rheinland (FVR) (1992–2001). Seit 2001 ist Walter Desch in Nachfolge von Theo Zwanziger Präsident des Fußballverbandes Rheinland und Vizepräsident des Fußballregionalverbandes Südwest.

### Funktionärstätigkeiten
- Vorsitzender der FVR-Stiftung „Fußball hilft“ (2012 bis heute)
- Vizepräsident des Sportbundes Rheinland (ÖA/Marketing/Sportentwicklung) (1998 bis heute)
- Sportkreisvorsitzender des Rhein-Hunsrück-Kreises (1998 bis heute)
- Mitglied im Jugendhilfeausschuss des Rhein-Hunsrück-Kreises (2002 bis heute)
- Mitglied im Sportstättenbeirat des Rhein-Hunsrück-Kreises (2002 bis heute)
- Mitglied des Beirates des Landessportbund Rheinland-Pfalz (2 Jahre)
- Leiter des Arbeitskreises Öffentlichkeitsarbeit des Landessportbundes Rheinland-Pfalz (2000 bis heute)
- LSB-Vizepräsident Kommunikation (2014 bis heute)
- Mitglied im Beirat des Deutschen Fußball-Bundes (DFB) (2001 bis 2004)
- Vorstandsmitglied des DFB (2004 bis heute)
- Leiter des AK Sportinformationssystem (SIS) beim DFB (1999 bis 2002)
- Leiter des AK DFBnet bei DFB-Medien (2002 bis heute)
- Leiter der IT-Kommission des DFB (2007 bis heute)
- stellvertretender Vorsitzender des Zulassungsbeschwerdeausschusses des DFB (2008 bis heute)
- Beratervertrag mit dem DFB GmbH zur „Interessenwahrnehmung der DFB GmbH im Zusammenhang mit DFBnet/IT, fussball.de“[1]

### Weitere Funktionen und Ämter
- stellvertretender Vorsitzender Aufsichtsrat Lotto RLP GmbH (2004 bis heute)
- stellvertretender Vorsitzender der Lotto-RLP-Stiftung (2007 bis heute)
- stellvertretender Vorsitzender der Fritz-Walter-Stiftung (2002 bis heute)
- Vorstandsmitglied des Fördervereins der Fritz-Walter-Stiftung (2012 bis heute)
- Vorsitzender des Förderkreises der Kreismusikschule Rhein-Hunsrück (1986 bis heute)
- Organist in der katholischen Filialkirche in Alterkülz (1984 bis heute)
- stellvertretender Vorsitzender Kuratorium der Stiftung des Caritasverbandes Koblenz (2010 bis heute)
- stellvertretender Vorsitzender Kuratorium der Stiftung des Caritasverbandes Rhein-Hunsrück-Nahe (2010 bis heute)
- Vorstandsmitglied im LIONS-Club Hunsrück (1991 bis heute, versch. Vorstandsämter)
- Schulelternsprecher Grundschule Kastellaun (1978 bis 1984)
- Schulelternsprecher Gymnasium Simmern (1984 bis 1992)

## Kritik
Walter Desch trat auf als PR-Vertreter für das in der Kritik stehende Katar, Austragungsland der Fußball-Weltmeisterschaft 2022, als das Land in Deutschland Geld für Fußballfelder verteilte.

## Ehrungen
2008 wurde Walter Desch mit dem Bundesverdienstkreuz am Bande ausgezeichnet. Im Januar 2014 erhielt er die Ehrennadel des Deutschen Fußball-Bundes (DFB) in Silber und am 14. Oktober 2020 in Gold.

## Familie
Walter Desch ist verheiratet und lebt seit 1975 in Alterkülz im Hunsrück.